# Amadou Ndiaye (athlétisme)
Pour les articles homonymes, voir Amadou Ndiaye et Ndiaye.
Amadou Ndiaye (né le 6 décembre 1992) est un athlète sénégalais, spécialiste du 400 mètres haies. 

## Biographie
Septième du 400 m haies lors des championnats du monde cadets 2009, il remporte le titre du 110 m haies à l'occasion des championnats d'Afrique juniors de 2011, à Gaborone au Botswana.
En 2013, Amadou Ndiaye remporte la médaille d'argent du 400 m haies lors de l'Universiade d'été de Kazan en Russie, en portant son record personnel à 49 s 74 en demi-finale. Bien qu'il ait manqué le minima d'un centième en battant son record personnel lors des Championnats d'Afrique, il est sélectionné par le Sénégal comme son seul athlète masculin pour les Jeux olympiques de Rio.

## Palmarès
| Date | Compétition                     | Lieu      | Résultat | Épreuve     | Temps         |
| ---- | ------------------------------- | --------- | -------- | ----------- | ------------- |
| 2009 | Championnats d'Afrique juniors  | Bambous   | 2e       | 400 m haies | 52 s 44       |
| 2010 | Championnats d'Afrique          | Nairobi   | 5e       | 4 x 400 m   | 3 min 08 s 94 |
| 2011 | Championnats d'Afrique juniors  | Gaborone  | 1er      | 110 m haies | 14 s 33       |
| 2013 | Universiade                     | Kazan     | 2e       | 400 m haies | 49 s 90       |
| 2014 | Championnats d'Afrique          | Marrakech | 7e       | 4 x 100 m   | 40 s 50       |
| 2016 | Championnats d'Afrique          | Durban    | 2e       | 400 m haies | 49 s 41       |
| 2017 | Jeux de la solidarité islamique | Bakou     | 2e       | 400 m haies | 50 s 94       |
| 2017 | Jeux de la Francophonie         | Abidjan   | 2e       | 400 m haies | 50 s 17       |
| 2017 | Jeux de la Francophonie         | Abidjan   | 2e       | 4 x 400 m   | 3 min 10 s 98 |

## Records
| Épreuve     | Performance | Lieu   | Date         |
| ----------- | ----------- | ------ | ------------ |
| 400 m haies | 49 s 41     | Durban | 24 juin 2016 |